# جهانشاه
ابوالمظفر سلطان جهانشاه مشهور به جهانشاه حقیقی فرمانروای نیرومند قراقویونلو در سال‌های ۱۴۳۸ تا ۱۴۶۷ بود. او بر آناتولی شرقی، قفقاز جنوبی و بیشتر عراق امروزی، و استان های ایران مرکزی و حتی نهایتاً تا کرمان و مکران فرمان می‌راند و پایتختش تبریز بود. جهانشاه چندین مدرسه در تبریز ایجاد کرده بود و به زبان‌های ترکی آذربایجانی و فارسی شعر می‌سرود.

## در زمان پدر و برادر
جهانشاه در زمان سلطنت قرا یوسف به حکمرانی سلطانیه و قزوین منصوب شده بود.
در زمان سلطنت برادرش قرا اسکندر زندگی جهانشاه به‌عنوان رقیب احتمالی تاج و تخت در خطر بود و به همین دلیل نزد برادر دیگرش اسپند میرزا حاکم بغداد پناه برد. او در سال ۱۴۳۶ با حمایت شاهرخ حاکم تیموری بر علیه برادرش شورش کرد و به سلطنت رسید. او که با کمک شاهرخ به حکومت رسیده بود در ابتدا به عنوان فرمانداری از تیموریان حکومت می‌کرد. وی با کمک گوهرشاد بیگم در ۱۹ آوریل ۱۴۳۸ تاج‌گذاری کرد.

## حمله به گرجستان
در سال ۱۴۴۰م الکساندر یکم حاکم گرجستان از جهانشاه پیروی نکرد، وی با ارتش ۲۰٬۰۰۰ نفری به گرجستان حمله کرد و شهر سامشولیده را ویران گرداند؛ سپس در راه بازگشت به تبریز، تفلیس را فتح کرد. او از همراهان شیخ ابراهیم بود. وی در سال ۱۴۴۴م دومین حملهٔ نظامی علیه گرجستان را انجام داد و در شهر آخالتسیخه با وختینگ چهارم روبه‌رو شد اما نبرد نتیجه‌ای نداشت و شکست خورد.

## فتح بغداد
برادر جهانشاه، اسپند میرزا، که ۱۲ سال بر بغداد و مناطق اطرافش حاکم بود، در سال ۱۴۴۵ درگذشت. وی حکومت را به برادرزاده خود الوند میرزا تحویل داد، زیرا پسرش فولاد میرزا در آن زمان خیلی جوان بود اما بیشتر امیران فولاد را ترجیح می‌دادند و با کمک برخی امیران به بغداد حمله کرد و پس از محاصره چند ماهه بغداد فتح شد. جهانشاه پسرش محمد شاه را برای اداره بغداد منصوب کرد و الوند میرزا را به حکومت موصل رساند.

## سلطنت واقعی
بعد از مرگ شاهرخ در سال ۱۴۴۷ جهانشاه به یک حاکم مستقل برای سلسله قراقویونلو تبدیل شد. او از القاب سلطان و خان برای خود استفاده می‌کرد. در همین زمان تیموریان از نزاع میان شاهزادگان ترکمن استفاده کرده و شهرهای قزوین و سلطانیه را فتح کردند اما به زودی صلح حاصل شد و سلطان محمد پسر بایسنقر با دختر جهانشاه ازدواج کرد. وی سرزمین‌هایی را که میرزا ابوالقاسم بابر فتح کرده بود پس گرفت و پسرش پیربوداغ را به حکومت اصفهان منصوب کرد. جهانشاه در ۲۸ ژوئن ۱۴۵۸ توانست هرات را فتح کند اما به دلیل شورش در آذربایجان مجبور به بازگشت شد.
حسنعلی میرزا پسر جهانشاه به دلیل شورش در ماکو زندانی شد و بعداً پسر دیگر شاه به نام پیربوداغ قیام کرد و او نیز به سرنوشت برادرش دچار شد با این حال به درخواست مادرش آزاد شد و جایگزین یوسف میرزا پسر دیگر جهانشاه شد و به بغداد فرستاده شد و قاسم بیگ پسر دیگر شاه به حکومت کرمان منصوب شد و سبزواران را به عنوان مرکز انتخاب کرد. پیربوداغ دوباره شورش کرد و در نهایت شکست خورد و توسط میرزا محمود اعدام شد.

## جنگ با آق‌قویونلوها
از سال ۱۴۴۷ نبرد میان قراقویونلوها و آق قویونلوها شدت گرفت. اولین این نبردها بعد از پناهندگی الوند میرزا برادرزاده جهانشاه به دربار جهانگیر بیگ اتفاق افتاد. جهانشاه خواستار پس‌گیری برادرزاده خود بود اما جهانگیر امتناع ورزید. جهانشاه به ارزنجان حمله کرد و رستم بیگ فرمانده خود را برای گرفتن جهانگیر فرستاد و از شیخ حسن عموی جهانگیر حمایت می‌کرد اما شیخ حسن توسط اوزون حسن برادر جهانگیر کشته شد و جهانشاه به آق قویونلوها پیشنهاد صلح داد، جهانگیر پذیرفت و دخترش را برای میرزا محمد فرستاد.
اوزون حسن صلح را نپذیرفت و علیه برادرش شورش کرد. جهانگیر به نزد جهانشاه پناهنده شد و اوزون حسن مورد حمایت صفویان قرار گرفت. جهانشاه در سال ۱۴۶۶ از تبریز به سمت وان لشکر کشید اما در همین زمان متوجه شد که اوزون حسن با ۱۲۰۰۰ نیروی سواره نظام به سرزمین‌های تحت سلطه وی حمله کرده‌است. با اینکه مکاتبات سیاسی بین دو نفر انجام شد اما به دلیل درخواست‌های زیاد جهانشاه نتیجه‌ای حاصل نشد. جهانشاه به دلیل زمستان حمله نظامی را به تعویق انداخت و در سنجق موش ماند اما اوزون حسن با یک حمله غافلگیرانه، ارتش جهانشاه را شکست داد. میرزا یوسف و میرزا محمد در جنگ چپاکچور اسیر شدند.

## مرگ

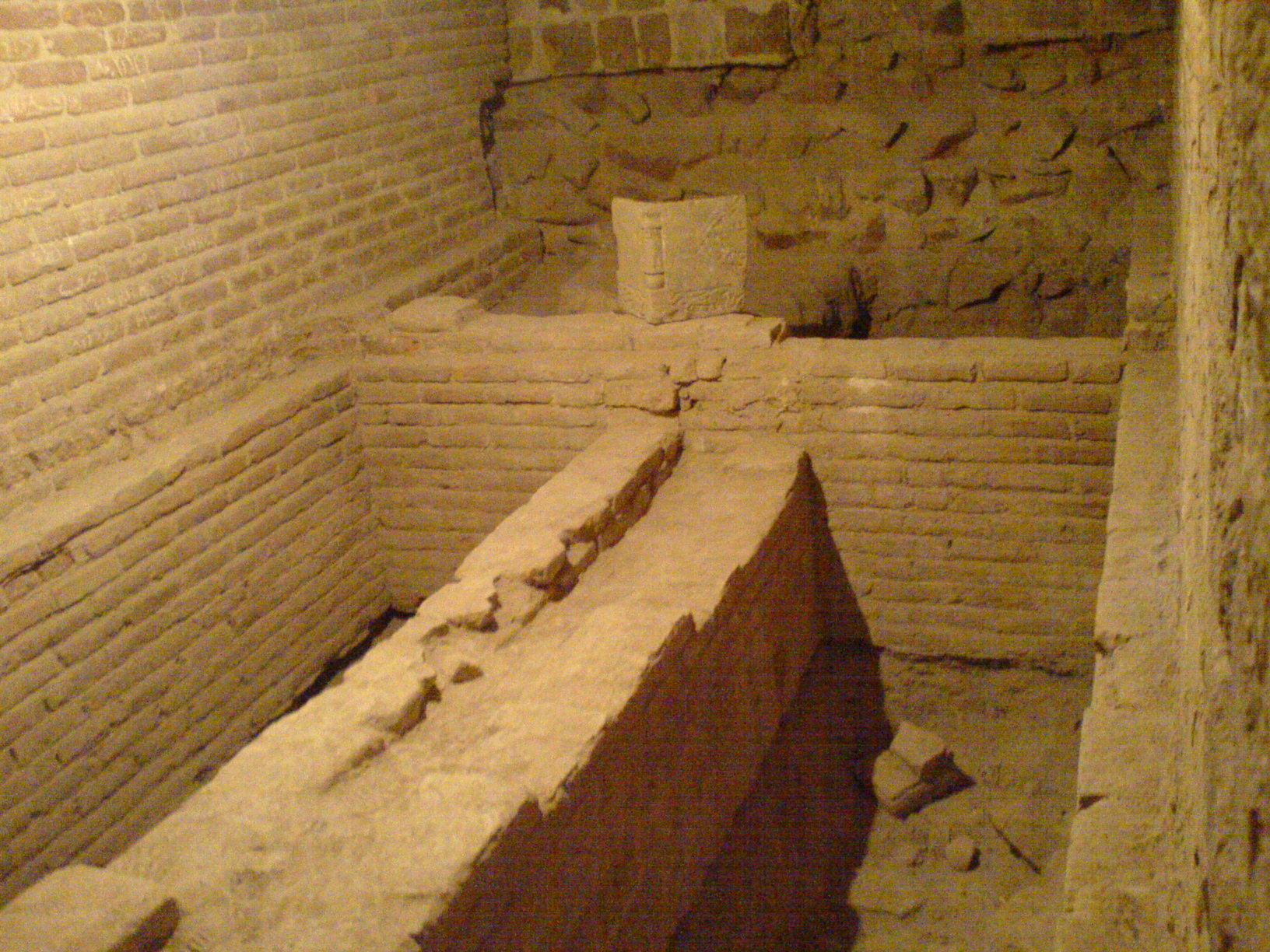
آرامگاه جهان‌شاه در بخش جنوبی مسجد کبود (تبریز)

جهانشاه در هنگام فرار توسط اسکندر از یاران اوزون حسن کشته شد. سپس به فرمان اوزون حسن سر او را جدا کردند و برای ابوسعید گورکان فرستادند. پسران او محمد میرزا و یوسف میرزا اسیر شدند و بعداً سر محمد میرزا را برای سلطان محمد دوم عثمانی فرستادند. جسد جهانشاه در مسجد کبود تبریز دفن شد.

## ازدواج
جهانشاه در سال ۱۴۲۰ با دختر الکسیوس چهارم فرمانروای امپراتوری ترابوزان و ملکه تئودورا کانتاکوزنه برای جلب حمایت آن‌ها پیمان زناشویی بست. او هم‌چنین با خاتون جان بیگم دختر رجب بیگ ازدواج کرد.